# 阿海珐大樓
阿海珐大樓（Tour Areva）是位於法國巴黎拉德芳斯的一座摩天大樓，高178公尺、44層樓。

## 历史
1974年完工，是當時法國第三高樓，僅次於蒙帕納斯大樓與CB21大樓。大樓是阿海珐的總部。

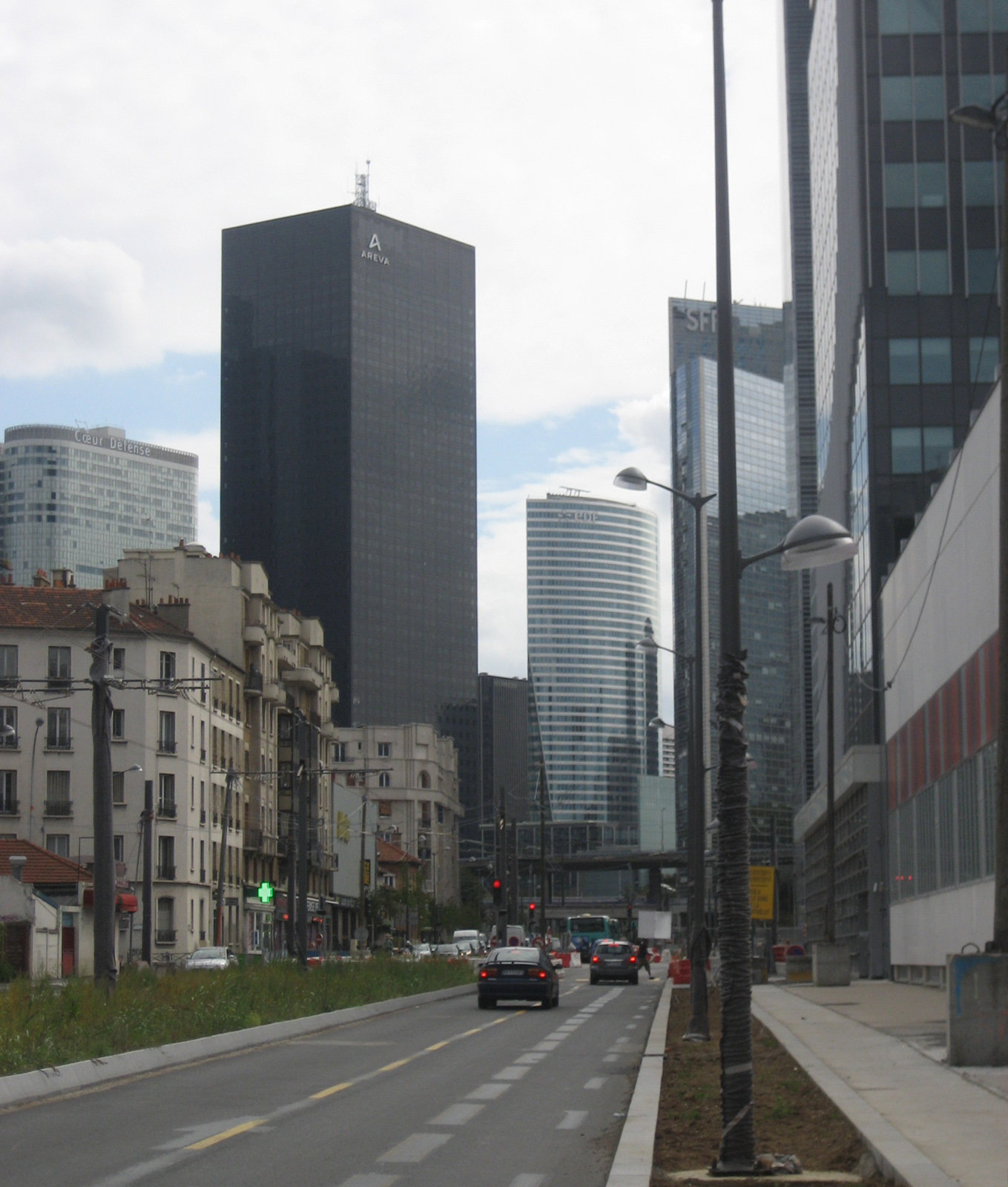
阿海珐大樓